# Macrothele yaginumai
Macrothele yaginumai är en spindelart som beskrevs av Matsuei Shimojana och Haupt 1998. Macrothele yaginumai ingår i släktet Macrothele och familjen Hexathelidae. Inga underarter finns listade i Catalogue of Life.